# 奧巴赫河 (埃爾薩瓦河支流)
49°49′0.72″N 9°14′33.38″E / 49.8168667°N 9.2426056°E

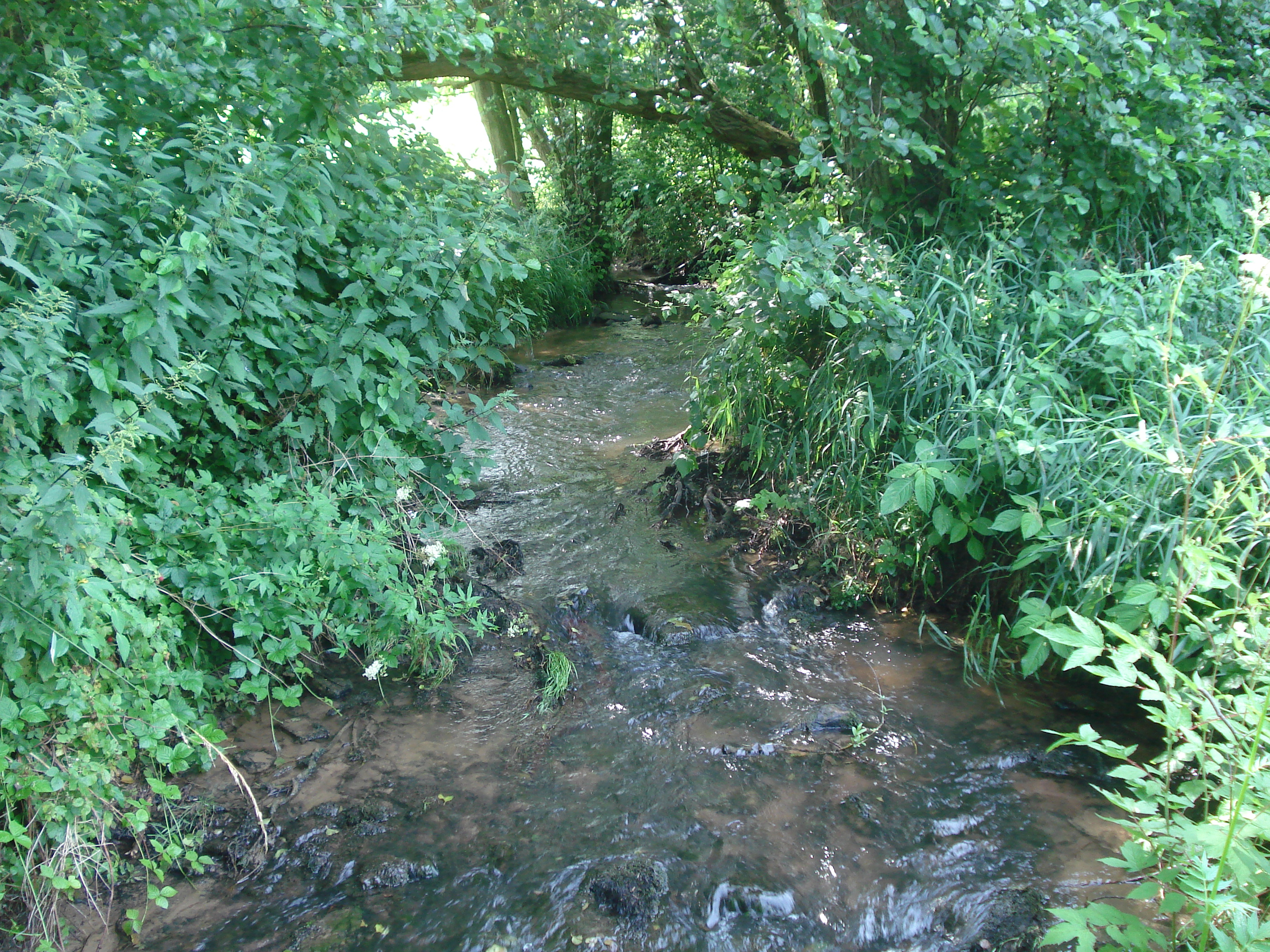

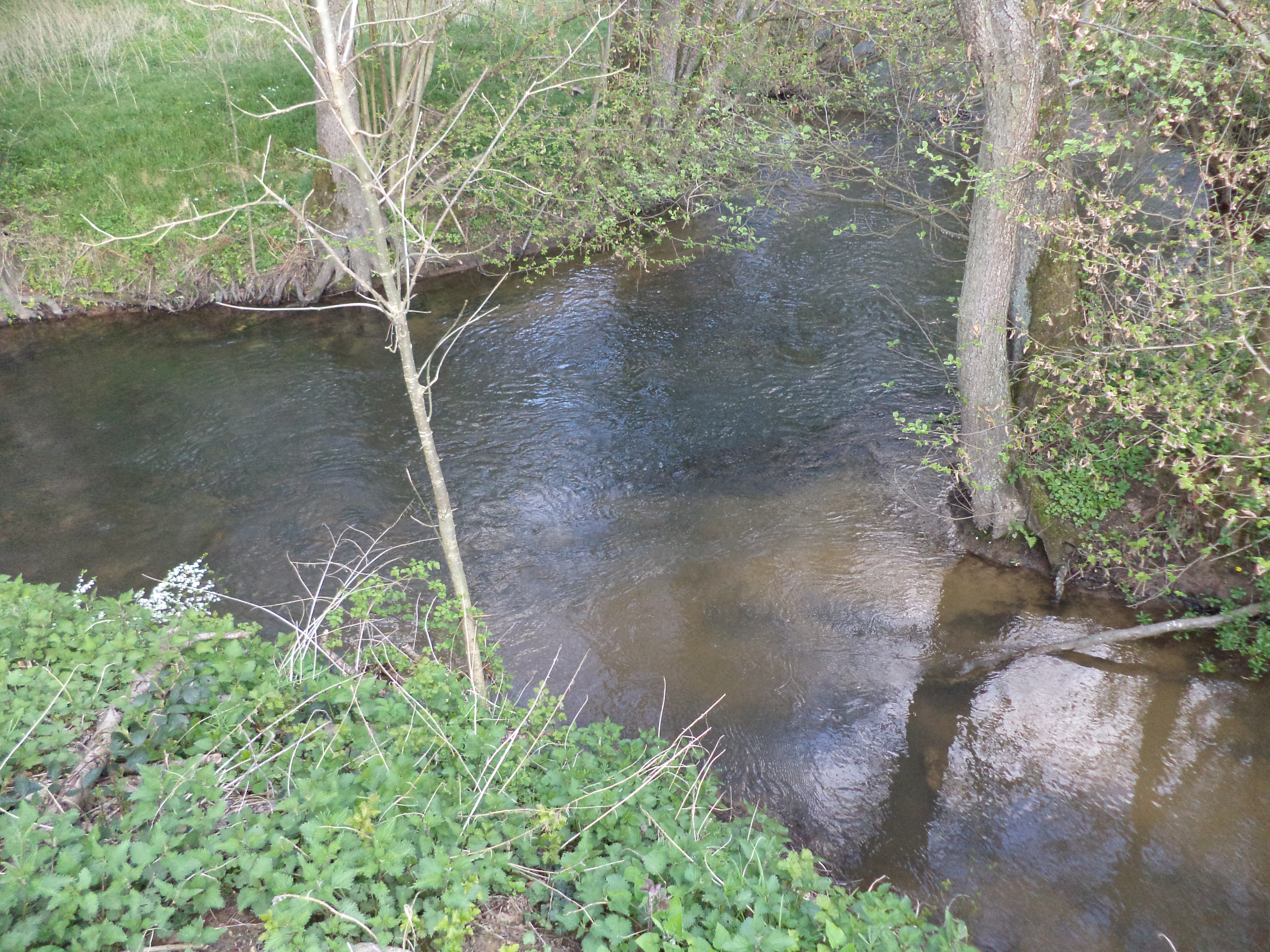

奧巴赫河（德語：Aubach），是德國的河流，位於該國東南部，由巴伐利亞負責管轄，屬於埃爾薩瓦河的左支流，河道全長13.8公里，流域面積30.4平方公里。